# ジャン＝マリー・ヴィアンネ
ジャン＝マリー・ヴィアンネ（仏: Jean-Marie Vianney, 1786年5月8日 – 1859年8月4日)は、フランスの教区司祭であり、カトリック教会では教区司祭の守護聖人として崇敬されている。また「アルスの司祭」としても知られる。教区での司牧活動による教区及びその周囲の劇的な霊的変容により国際的に有名となった。カトリックではそれを高徳な生活、苦行、ゆるしの秘跡における不屈の司牧活動、そして聖母マリアや聖フィロメナへの熱烈な崇敬のためであるとしている。

## 生涯

### 青少年期
ヴィアンネは1786年5月8日、フランスのダルディイーの町で生まれ、同じ日に洗礼を受けた。彼の両親であるマチュー・ヴィアンネとマリー・ベルズは6人の子供がおり、彼は3番目であった。ヴィアンネ家は貧しい者を助け、ローマに巡礼の途中でダルディイーを通った放浪者の守護聖人である聖ベネディクト・ジョセフ・ラボをもてなしたカトリック信者であった。
1790年までにフランス革命により、多くの忠実な司祭は教区で秘跡を授けるために政府から隠れることを余儀無くされた。ミサに与るためには、違法であってもヴィアンネ家は秘密裏に祈ることが出来る遠くの農場まで赴いた。司祭達は日々自分の生命を危険に晒していたので、ヴィアンネは彼らを英雄であるとみなすようになった。初聖体のための勉強は3人の司祭により公に酒場で行われ、13歳で初聖体を受けた。ミサの間は窓は塞がれ、蝋燭の光が外側から見えないようにされた。彼のカトリックの信心、とりわけ彼の堅信準備の際の秘密性はずっと続いた。
1802年、フランスでカトリック教会は再建され、国中に宗教的な平穏をもたらした。この時までに彼は将来の職業のことを考え、教育を受けることを強く望んだ。彼の父が農場を離れて近隣の村のエキュリーにあるバレー神父の学校で習うことを許したとき、彼は20歳になっていた。学校は算数、歴史、地理とラテン語を教えていた。過去の教育はフランス革命によって中断されたので、ヴィアンネは学校では特にラテン語で苦労した。彼の神父になろうという強い望みとバレー神父の忍耐力により、彼は勉強を続けていた。
彼の勉強は1809年にナポレオン・ボナパルトの軍隊に招集された時に中断した。彼は教会の学校の学生として免除されるはずであったが、ナポレオンはスペインと戦闘をするための兵士を必要としていたので、ある教区では免除を撤回していた。彼がリヨンで報告をする必要があった2日後、病気になり入院した。その間、彼は招集されなかった。1月5日に退院してからローアンに他の招集のために送られた。彼は教会に行って祈り、部隊から置いて行かれた。彼は部隊に戻るよう案内を申し出た若者と出会ったが、代わりにル・フォレズの山合いの脱走兵が集まるレ・ノエの村に導かれた。そこで農家と続きの牛小屋の中に隠れ、4人の子供がいたクロディーヌ・ファイヨ未亡人の世話の元に14ヶ月の間を過ごした。
彼はジェローム・ヴァンサンと名乗り、その名前で村の子供のために学校を開いた 。冬の間の過酷な気候が村を孤立させたので、脱走兵等は憲兵からは安全であった。しかし雪が溶けると、憲兵は脱走兵を探しにしきりに村に来るようになった。この探索の間、彼はファイヨ家の小屋の醗酵する干し草に身を隠した。1810年3月に公布された全ての脱走兵を赦免するという皇帝の勅令により、彼はエキュリーに合法的に戻ることができて勉強を続けた。
1811年に剃髪を受け、1812年にはヴェリエーレの小神学校へ通った。1813年の秋、彼はリヨンの大神学校に送られたが、あまりにも学力が低いと考えられたためバレー神父の元に送り返された。バレー神父は、彼の敬虔さは無知を補うのに十分であると管区長を説得し、1815年6月には助祭に、そして1815年8月12日には司祭に叙階された。その次の日に初ミサを捧げ、バレー神父の助手に任命された。

### アルスの司祭
バレー神父の死から間もなくして、人口230人の村であるアルスの小教区の司祭に任命された。アルスの主任司祭として、彼は革命の後遺症、つまりフランスのカトリック教会の破壊が宗教的な無知をもたらしたことに気付いた。当時の田舎での日曜日は、田野の労働に費やすか酒場で踊ったり飲んだりして過ごすものであった。日曜日は宗教生活に充てられたものであったので、彼は驚愕した。告解室で時間を費やし、冒涜やダンスについて非難する説教をした。もしも彼の小教区の信者がダンスを止めなければ、彼は罪の許しを与えることを拒否した。
バレー神父は彼が最も感化を受けた人物であった。革命の最中でも、信仰に忠実であり続けた司祭だったからである。彼は、バレー神父のようにたとえ違法であった時でも、司祭の任務を全うせずにはいられないと感じていた。
また、アルスの主任司祭を務めている35年もの間（1824年－1858年）、彼は悪魔からの攻撃を受け続けたといわれている。悪魔は騒音を立てたり、猫のように鳴いたり、「じゃがいも食いのヴィアンネ」と叫んだりして、神父を攻撃した。

### 後年
彼は国際的に知られるようになり、早くも1827年に人々は遠い所から彼に相談するために旅をするようになった。1855年までに巡礼者の数は年間2万人に達した。彼の生涯の最後の十年間は、告解室の中で1日の大半を過ごした。彼を待つ人々のため、教区の聖職者が1年の修養会に出ることを司教が禁じたほどであった。少なくとも冬は11時間から12時間を、そして夏は16時間まで告解室で過ごした。
彼は聖フィロメナを大いに崇敬していた。聖人を守護者と見なし、そのためにチャペルや聖堂を建てた。1843年5月の間に重病になり、彼は人生が終わろうとしていると考えたので、聖フィロメナに病気を治すよう請い願い、聖人の聖堂でミサを100回捧げると約束をした。12日後に彼は癒され、彼はそれを聖フィロメナのおかげてあるとした。彼は修道僧の観想的な生活を望んで、4回アルスから逃亡した。最後に逃亡したのは1853年であった。

### 死去

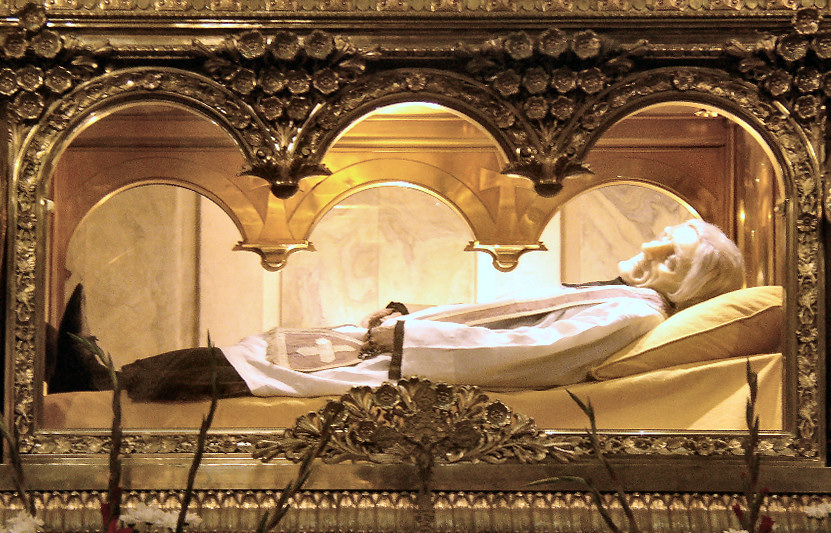
フランスのアルスにあるバシリカの祭壇上に安置されているヴィアンネ神父の遺体

1859年8月4日、彼は73歳でこの世を去った。埋葬される前に蝋のマスクを被せられた。伝記作家は、彼の生涯中における慈善活動のためのお金や孤児のためのを食料を得た等の奇蹟を記している。また、彼は病人、特に子供の病人を癒し、過去と未来に関する超自然的な知識を持っていたとされる。 

## 列聖
1874年10月3日、教皇ピオ9世は、彼が尊者であることを宣言した。1905年の1月8日に教皇ピオ10世は列福を宣言し、教区の聖職者の模範となることを提唱した。1925年5月31日に教皇ピオ11世は彼を聖人の位に上げ、その祝日を8月8日に割り当てた。1928年には2級の祝日としてローマ典礼暦に入れられた。彼は1929年に教区司祭の保護聖人となった。1960年には3級の祝日に格下げとなり、トリエント・ミサ用の1962年版のローマ典礼暦では、そのように祝われている。教皇パウロ6世による聖人の記念日は8月4日である。聖人の死後150周年を記念し、教皇ベネディクト16世は、2009年6月から2010年6月までの1年を司祭年であると宣言した。
20世紀フランスの代表的なカトリック作家の一人であるジョルジュ・ベルナノスの代表作『田舎司祭の日記』（1936年）は、このヴィアンネの生涯をモデルにしている。